# Doğanhisar (district)
Doğanhisar is een Turks district in de provincie Konya en telt 22.510 inwoners (2007). Het district heeft een oppervlakte van 436,5 km². Hoofdplaats is Doğanhisar.
De bevolkingsontwikkeling van het district is weergegeven in onderstaande tabel.
| 1997   | 2000   | 2007   |
| ------ | ------ | ------ |
| 34.798 | 36.162 | 22.510 |